# Marsjanie (grupa literacka)
Marsjanie (ang. Martians) – angielska grupa literacka funkcjonująca pod koniec lat 70. XX wieku, skupiona wokół poety Craiga Raine’a. Nazwa „Marsjanie” pochodzi od jego drugiego tomiku wierszy – A Martian Sends a Postcard Home z 1979 roku (Marsjanin wysyła kartkę do domu), a użył jej po raz pierwszy poeta James Fenton w znaczeniu negatywnym i prześmiewczym na łamach czasopisma „New Statesman”.
Przed powstaniem grupy literackiej Craig Raine pracował jako wykładowca, zajmował się także krytyką literacką (publikował na łamach „the new review” i „The Times Literary Supplement”, prowadził także czasopismo „Quarto”). Pierwszy tomik wierszy wydał w 1978 roku (The Onion, Memory, w wydaniu polskim Cebula jak pamięć), rok później Marsjanin wysyła kartkę do domu, a w 1984 Rich (Bogactwo) i Prophetic Book (Księga proroctw) w 1988. Nagradzano go licznymi nagrodami, chociaż jego poezja spotykała się także z krytyką i niezrozumieniem.
Według badaczy literatury twórczość Reine'a nawiązuje do angielskiej poezji metafizycznej, francuskiego symbolizmu i surrealizmu. Wskazywano także na łączność jego wierszy z obrazami prerafaelitów czy z kubistycznym malarstwem Picassa. Autor z kolei wskazywał na inspirację twórczością Roberta Lowella, Wallace’a Stevensa i Thomasa Stearnsa Eliota.
Uczniami Craiga Raine’a byli Christopher Reid, David Sweetman, Blake Morrison oraz Simon Rae. Według polskiego badacza literatury angielskiej, Piotra Sommera, Oryginalność Marsjan (...) polega na tym, że swoje naczelne zadanie widzą w przywróceniu prymatu wyobraźni (...) Raine i jego koledzy ze swoją dewizą, że „im dziwaczniejszy kąt widzenia, tym ciekawsze efekty” (...), ze swoją umiejętnością kojarzenia wszystkiego z wszystkim sprawiają wrażenie przybyszów z innego świata'.